# Haardtrand – Auf dem Kirchberg
Das Naturschutzgebiet Haardtrand – Auf dem Kirchberg liegt im Landkreis Südliche Weinstraße in Rheinland-Pfalz und dort auf dem Gebiet der Ortsgemeinden Albersweiler und Birkweiler und von Queichhambach, einem Stadtteil von Annweiler am Trifels.

## Lage
Das Areal erstreckt sich südwestlich von Albersweiler. Teile des Hohenbergs liegen innerhalb des Naturschutzgebiets.

## Infrastruktur
Durch das Gebiet verläuft die B 10, westlich verläuft die Landesstraße L 505 und östlich die L 507. Nördlich des Gebietes fließt die Queich, ein linker Nebenfluss des Rheins.

## Bedeutung
Das rund 84 ha große Gebiet wurde im Jahr 1991 unter der Kennung NSG-7337-155  unter Naturschutz gestellt. Es ist charakterisiert durch ein vielfältiges Nutzungsmuster aus Rebflächen unterschiedlicher Bewirtschaftungsintensität, Obstgrundstücken, Gebüsch- und Saumbiotopen, Wald- und Waldrandflächen, Trockenmauern und Weinbergsterrassen. Schutzzweck ist die Erhaltung und Entwicklung dieses Gebietes
- als Standort seltener Pflanzenarten und Pflanzengesellschaften sowie als Lebensraum seltener, teils bestandsbedrohter Tierarten,
- aus landeskundlichen Gründen sowie wegen seiner besonderen Eigenart.

## Besonderheiten
Mitten durch das Naturschutzgebiet verläuft der Pfälzer Keschdeweg.